# Великая, Софья Александровна
Со́фья Алекса́ндровна Вели́кая (род. 8 июня 1985, Алма-Ата, Казахская ССР) — российская фехтовальщица на саблях, двукратная олимпийская чемпионка 2016 года и 2020 года в командном первенстве, трехкратный серебряный призёр Олимпийских игр 2012, 2016 и 2020 годов в личном первенстве, восьмикратная чемпионка мира (дважды — в личном первенстве) и 14-кратная чемпионка Европы (пять раз — в личном первенстве), многократная чемпионка России, заслуженный мастер спорта России, майор Вооруженных сил России (ЦСКА).

## Спортивная биография

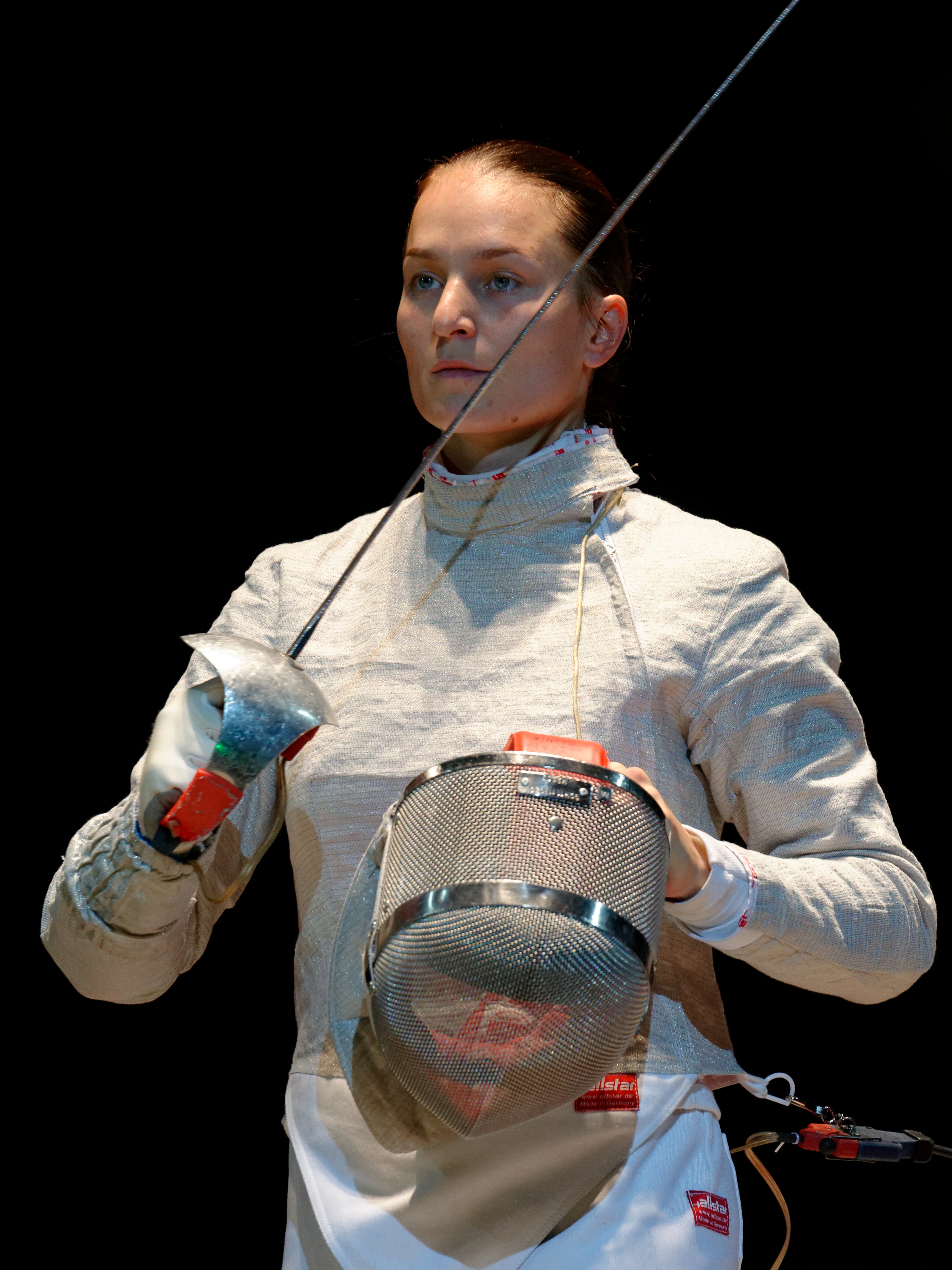
2014 год

Софья Александровна Великая родилась 8 июня 1985 года в городе Алма-Ате. Первый тренер — Владимир Диакокин. Спортсменка фехтует правой рукой. Закончила Российский государственный университет физической культуры, спорта, молодёжи и туризма. Мать — Наталья Григорьевна. Отец — Александр Иванович. У Софьи есть старший брат Григорий и младший Трофим, оба фехтовальщики на саблях.
В сборной России с 2002 года. В 2003 году в Бурже (Франция) впервые стала чемпионкой Европы в составе сборной России, на следующий год в Копенгагене повторила этот успех. В том же году в Нью-Йорке через несколько дней после своего 19-летия стала чемпионкой мира в командном первенстве. В 2005 году Софья выиграла две серебряные медали (личное и командное) на чемпионате мира в Лейпциге (ФРГ) и добилась такого же результата на чемпионате Европы в Залаэгерсеге (Венгрия). В 2006 году Великая выиграла две золотые медали на чемпионате Европы в Измире (Турция), а также бронзовую в команде на чемпионате мира в Турине (Италия). В 2008 году в Киеве (Украина) Софья в пятый раз выиграла золотую медаль европейского чемпионата, на этот раз в личном первенстве. В 2009 и 2010 годах на чемпионатах Европы на счету Великой были три серебряные медали. В 2010 году на чемпионате мира в Париже (Франция) Софья выиграла вторую в карьере медаль чемпионата мира в личном первенстве — бронзовую. В команде Софья вместе с подругами по команде выиграла золотую медаль, победив в финале украинок, и стала двукратной чемпионкой мира. На следующий год на чемпионате мира в Катании (Италия) Софья впервые выиграла золотую медаль чемпионата мира в личном первенстве, а также третий раз выиграла «золото» чемпионата мира в командном первенстве. Весной 2012 года в Киеве (Украина) Великая в составе сборной вновь победила на чемпионате мира, а в июне россиянки в очередной раз выиграли командное первенство на чемпионате Европы в Италии.
На Олимпийских играх Великая дебютировала в 2008 году в Пекине (Китай). В личном первенстве Софья уверенно прошла три первых раунда, победив в четвертьфинале вице-чемпионку Олимпийских игр в Афинах (Греция) китаянку Тань Сюэ со счётом 15-9. В полуфинале Софья встретилась с американкой Садой Джекобсон и уступила со счётом 11-15. В матче за бронзовую медаль Софья встретилась с другой американкой (вообще в полуфинал, кроме Великой, вышли три американки) Ребеккой Уорд и уступила со счётом 14-15. В командном первенстве сборная России уступила в четвертьфинале будущим олимпийским чемпионкам из Украины со счётом 34-45. После победы в командном первенстве на чемпионате мира 2010 года в Париже Великая призналась, что главной целью для неё является успешное выступление на Олимпийских играх 2012 года в Лондоне.
На Олимпиаде в Лондоне (Великобритания) дошла до финала, последовательно победив представительниц Алжира, Венесуэлы и США, а в полуфинале переиграв со счётом 15-12 олимпийскую чемпионку 2008 года в команде украинку Ольгу Харлан. В финале Софья уступила корейской фехтовальщице Ким Джи Ён со счётом 9-15.
После рождения ребёнка вернулась в сборную страны и завоевала золотую медаль в командных соревнованиях на чемпионате Европы 2014 года. В 2015 году выиграла личные и командные соревнования на чемпионате Европы и чемпионате мира.
На Олимпийских играх 2016 года в Рио-де-Жанейро (Бразилия) вновь сумела пробиться в финал в личном первенстве, одолев соперницу из сборной Польши и трёх представительниц сборной Франции подряд. В финале уступила своей соотечественнице Яне Егорян со счётом 14-15. Долгожданную золотую медаль и звание олимпийской чемпионки завоевала в командном первенстве. Вместе со своими партнерами по команде Яной Егорян, Екатериной Дьяченко, Юлией Гавриловой она одолела соперниц из Мексики 45-31 (1/4 финала), США 45-42 (1/2 финала) и Украины 45-30 (финал).
Великая продолжила свою успешную спортивную карьеру фехтовальщицы. На летних Олимпийских играх 2020 года в Токио (Япония) она победила Мариэль Загунис (счёт 15:8) и Анну Мартон (счёт 15:8) и вышла в финал. В финале Великая уступила коллеге по команде Софье Поздняковой со счетом 14:15 и завоевала свою третью серебряную медаль в личном первенстве.
В 2016—2022 годах была руководителем Комиссии спортсменов Олимпийского Комитета России.
10 июля 2023 года вошла в оргкомитет международного фестиваля интеллектуальных видов спорта «Сильные фигуры».
С 2003 года на счету Великой 23 медали чемпионатов Европы и 15 — чемпионатов мира.
В 2012—2022 годах состояла в браке с Алексеем Мишиным, в браке родились сын Олег (в 2013) и дочь Зоя (в 2017).

## Общественная позиция
В ходе президентских выборов 2018 года была членом инициативной группы, выдвинувшей кандидатуру президента РФ Владимира Путина.
В 2024 году стала доверенным лицом кандидата в президенты России Владимира Путина.

## Санкции
18 апреля 2025 года стало известно, что спортсменка внесена в санкционный список Украины сроком на 10 лет.

## Награды и звания
- Орден Почёта (25 августа 2016) — за высокие спортивные достижения на Играх XXXI Олимпиады 2016 года в городе Рио-де-Жанейро (Бразилия), проявленные волю к победе и целеустремленность[8].
- Медаль ордена «За заслуги перед Отечеством» I степени (13 августа 2012) — за большой вклад в развитие физической культуры и спорта, высокие спортивные достижения на Играх XXX Олимпиады 2012 года в городе Лондоне (Великобритания)[9].
- Медаль «За воинскую доблесть» I степени (2016)[10].
- Орден Дружбы (11 августа 2021) — за большой вклад в развитие отечественного спорта, высокие спортивные достижения, волю к победе, стойкость и целеустремленность, проявленные на Играх XXXII Олимпиады 2020 года в городе Токио (Япония)[11].
- Заслуженный мастер спорта России, майор Вооруженных сил Российской Федерации (ЦСКА)[2].